# カジミェシュ宮殿
カジミェシュ宮殿（カジミェシュきゅうでん、ポーランド語: Pałac Kazimierzowski）は、ポーランド・ワルシャワにある宮殿である。
1637年から1641年にかけて建設された後、1660年にヤン2世の命により改築され、1765年から1768年にかけてスタニスワフ2世アウグストの命により士官学校とするためにドメニコ・メルリーニにより改築された。
1816年より、カジミェシュ宮殿はワルシャワ大学の校舎として使用されてきた。ワルシャワ大学はポーランド国民の蜂起の度にロシア帝国当局によって閉鎖され、1939年から1944年にかけてドイツ軍によって閉鎖された。第二次世界大戦中に建物が破壊され、戦後に再建された。

## 歴史

### 当初

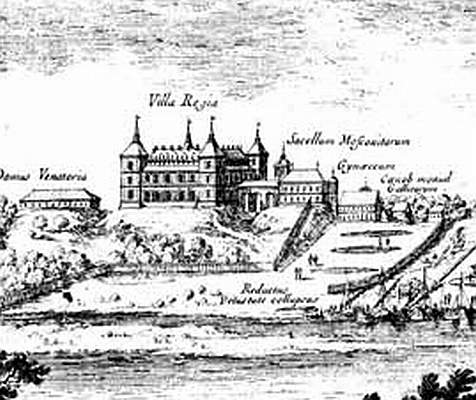
ヴィラ・レジア（1656年）

カジミェシュ宮殿は、1637年から1641年にかけて、ヴワディスワフ4世の命により、イタリア人建築家ジョヴァンニ・バッティスタ・トレヴァーノの設計により、マニエリスム的な初期バロック様式で建てられた。ローマン・ヴィラとして建てられ、ヴィラ・レジア（Villa Regia、ラテン語で「王室の別荘」の意）と命名された。角張った塔を持つ長方形の建物だった。
ヴィラ・レジアには、庭に面したファサードに大きなロッジアがあり、ヴィスワ川とその対岸のプラガの街の眺めを望むことができた。4つのアルコーブと2つの庭園（前方の花園と後方の植物園）があった。それぞれの庭園には、王室建築家アゴスティーノ・ロッチによって調達された彫刻が飾られていた。その中には、フィレンツェで7,000ギルダーで購入したものや、アドリアーン・デ・フリースがプラハで制作したものもあった。アダム・ヤジェンプスキによれば、『ケンタウロスのネッソスと戦うヘラクレス』や『蛇に噛まれた馬』の彫刻もあった。庭園には大きな四阿があり、当初はフラマン人の王室画家クリスチャン・メリッチがアトリエを構えていたが、後に王妃ルドヴィーカ・マリア・ゴンザーガがサロンを開催した。
この宮殿には、ヴェネツィア様式の金箔を施した天井や、大理石のポータルなどの豊かな調度品があった。1650年代には、彫刻家ジョヴァンニ・フランチェスコ・ロッシが、国王ヤン2世と王妃ルドヴィーカ・マリア・ゴンザーガの胸像をモチーフにしたローマ・バロック様式の大理石装飾を施した。これらの装飾は非常に貴重なもので、大洪水時代に、スウェーデン王カール10世が窓枠を引き抜いてスウェーデンに輸送するよう命じ、現在はグリプスホルム城に展示されている。
ヴィラ・レジアには大きなコンサートホールがあり、音楽の守護聖人である聖セシリアと王妃ツェツィーリア・レナータを描いた天井画で装飾されていた。大洪水時代に古代の彫刻の大規模なコレクションはブランデンブルク選帝侯フリードリヒ・ヴィルヘルムによって略奪され、ベルリンに運ばれた。庭の彫刻はスウェーデンに運ばれた。その後、宮殿は燃やされた。
大洪水時代の荒廃の後、1652年にイジドール・アフェイト、1660年にティトゥス・リヴィウス・ブラッティーニの設計により再建され、ヤン2世カジミェシュ・ヴァーザにちなんで「カジミェシュ宮殿」と名付けられた。
1667年に放棄された後、国王ヤン3世の所有物となった。1695年、建物は火災で全焼した。

### 改装
1724年頃、所有権は国王アウグスト2世に移された。この時期には、クラコフスキエ・プシェドミエシチェに面した門と宮殿の正面に垂直に設置された8つのバラックが建設された。

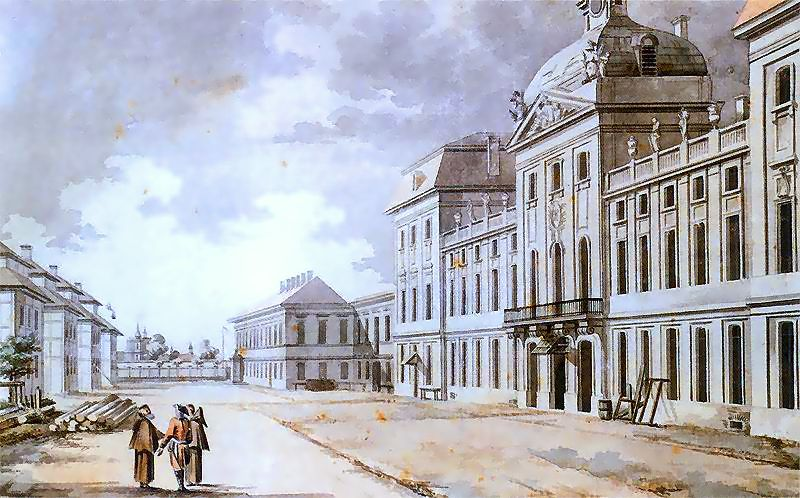
士官学校（1785年）

1735年、この宮殿はアレクサンデル・ユゼフ・スウコフスキ伯爵の所有となった。ここには煉瓦工場、ストーブ工場、醸造所が設立され、1737～39年にはヤン・ジグムント・デイベルとヨアヒム・ダニエル・フォン・ヤウフのロココ調の設計による宮殿が再建された。宮殿は増築され、マンサード屋根で覆われた。建物の中央部には、時計と鷲の入った球根形の最上部が飾られていた。
1765年、所有権は国王スタニスワフ2世アウグストに譲渡され、ドメニコ・メルリーニによる内装の変更を受けて士官学校が配置された。1769年からは、国王が後援する新聞『モニトル』が宮殿の敷地内の施設で印刷されるようになった。1769年4月5日には、宮殿内の士官学校の舞台で愛国劇「ジュナック」が上演された。
1794年、コシチュシュコの蜂起の弾圧の後、士官学校は閉鎖された。

### ワルシャワ大学

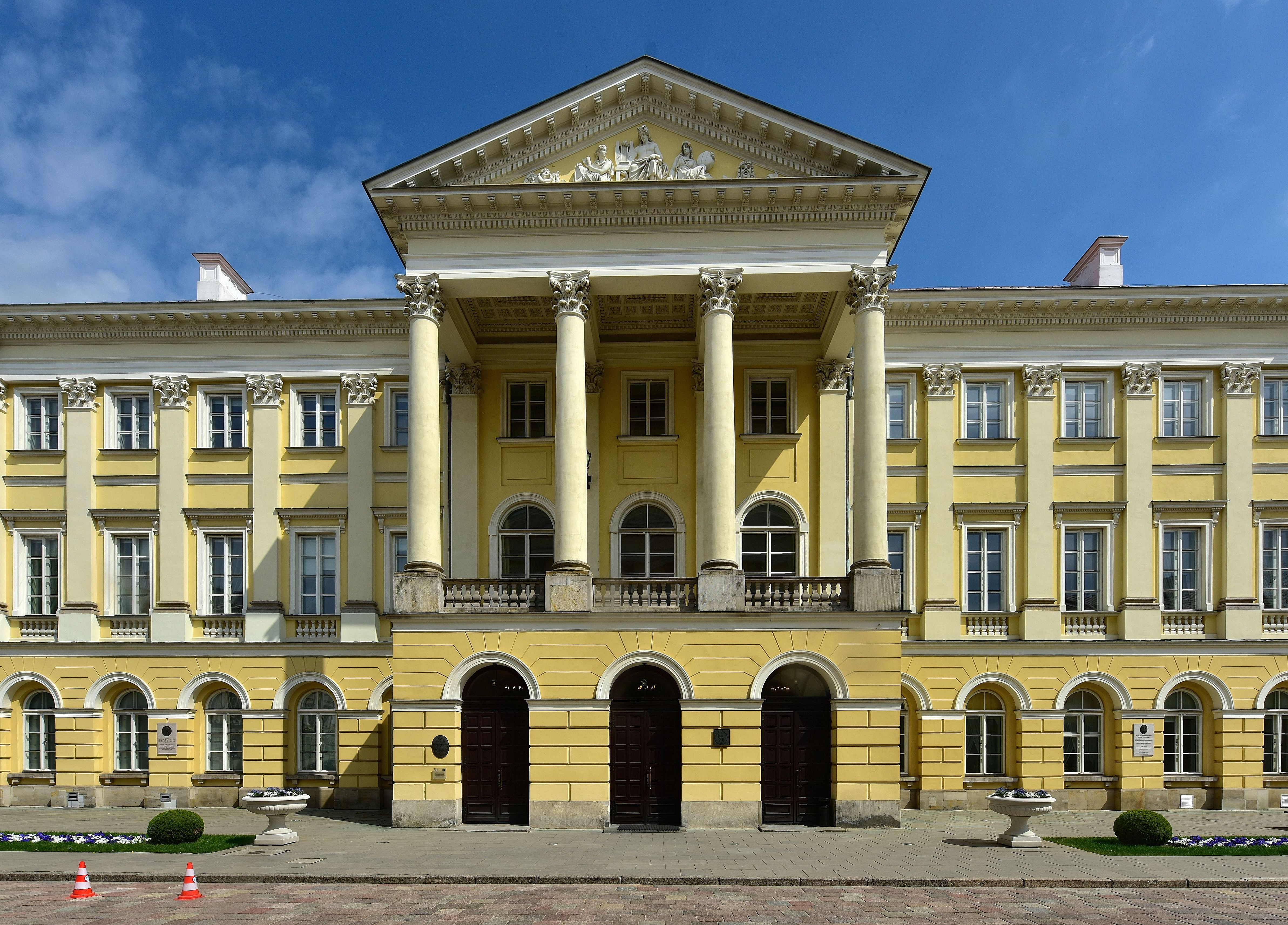
カジミェシュ宮殿（2019年）

1814年に火災で宮殿前のバラックが焼失し、1816年にはその場所にヤコブ・クビキが設計した2つのパビリオンが設置された。同年、この宮殿はワルシャワ大学の所在地となった。1817年から1831年にかけては、ワルシャワ中等学校も併設され、そこではフランス出身で、フレデリック・ショパンの父であるニコラ・ショパンがフランス語を教えていた。
1818年から22年にかけて、ミハウ・カドの設計によるクラコフスキエ・プシェドミエシチェに平行た2つのパビリオンが増築された。1824年には、ヒラリー・スピロウスキーとワクヴァフ・リッチェルの古典主義様式の設計による大規模な改修が行われた。1820年頃には、宮殿の建物に北側と南側の2つのパビリオンが建設された。
1840-41年には、アントニオ・コラッツィが設計したパビリオンが建設され、当初は中等学校の、後にワルシャワ大学の校舎として使用された。
1891年から94年にかけて、宮殿とクラコフスキエ・プシェドミエシチェ門との間の庭に、アントニ・ヤブンスキ＝ヤシェンチクとステファン・ジラーの設計による図書館が建てられ、1910年には新たにクラコフスキエ・プシェドミエシチェ門が建設された。1929-31年には図書館が再建され、1930年にはアレクサンダー・ボイエムスキーの設計による大講堂が建設された。
第二次世界大戦中、カジミェシュ宮殿は他のワルシャワ大学の建物とともに破壊された。1939年のワルシャワ包囲戦と1944年のワルシャワ蜂起のそれぞれで被害を受けた。戦後、1945年から54年にかけて、ピョートル・ビガンスキの設計でカジミェシュ宮殿が再建された。1960年にキャンパス全体の再建が完了した。
カジミェシュ宮殿には現在、ワルシャワ大学学長会とワルシャワ大学歴史博物館が置かれている。2006年に、欧州連合の資金を一部受けて改修された。